# سینت-نیکلاس
سینت-نیکلاس (به هلندی: Sint-Niklaas) شهری در شهرستان سن‌نیکلا  در استان فلاندری شرقی  در منطقه فلاندری در کشور بلژیک واقع شده است.